# Paul Kwong

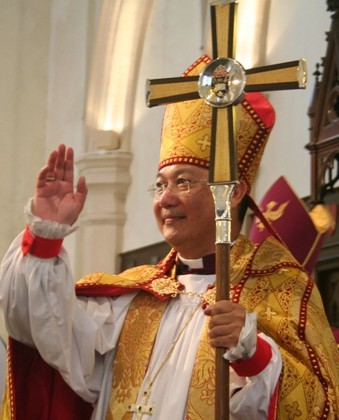
Paul Kwong

Paul Kwong (chin.: 鄺保羅) (* 27. September 1950 in Hongkong) ist ein chinesischer anglikanischer Geistlicher.

## Leben
Paul Kwong arbeitete nach dem Studium an der Lingnan University und der Priesterweihe 1982 in verschiedenen Pfarreien in Hongkong. 2006 wurde er zum Bischof geweiht und amtierte zunächst als Koadjutor in der Diözese Hong Kong Island der anglikanischen Gliedkirche Hong Kong Sheng Kung Hui. Nach der Emeritierung von Peter Kwong zum 31. Dezember 2006 wurde er Bischof der Diözese und kurz danach auch zum Erzbischof und Primas der Hong Kong Sheng Kung Hui gewählt. Nach seiner Emeritierung im Januar 2021 wurde Matthias Der sein Nachfolger als Diözesanbischof, Andrew Chan sein Nachfolger als Primas. 
Kwong wurde 2013 zum Mitglied der Politischen Konsultativkonferenz des chinesischen Volkes berufen. Seine Peking-freundliche Haltung rief Proteste seitens des demokratischen Lagers hervor.
2016 wurde Kwong zum Vorsitzenden des Anglican Consultative Council gewählt. Seine Amtszeit endete 2023.